# Liste des villes fantômes de Terre-Neuve-et-Labrador
Cet article recense des villes fantômes de Terre-Neuve-et-Labrador au Canada.
- Haut – A
- B
- C
- D
- E
- F
- G
- H
- I
- J
- K
- L
- M
- N
- O
- P
- Q
- R
- S
- T
- U
- V
- W
- X
- Y
- Z

| - Adnavik - Aillik - American Point - Anderson's Cove - Apsey Cove - Baker's Tickle - Bait Cove - Bald Head - Bar Haven - Barge Bay - Barrett's Siding - Barrow - Barrow Harbour - Barton - Batteau - Battle Harbour - Bay de East - Bay de Este - Bay de L'Eau - Bay de L'Eau Island - Bay de Loup - Bay du Nord, Fortune Bay - Bay du Nord, Hermitage Bay - Bay of Chaleur - Bear Island - Beaver Cove - Beaverton - Belldown's Point - Betts Cove - Black Island, Baie des Exploits - Black Island, Friday Bay - Black Duck Cove (Baie de Trinity) - Blanchard - Blow me Down (Baie de la Conception) - Bluff Head Cove - Bobby's Cove, Green Bay - Bobby's Cove, Notre Dame Bay - Bolster's Rock - Bottle Cove - Bradley's Cove - Bragg's Island - Brake's Cove - Brazils - British Harbour - Broom Close - Brown's Cove - Brunette - Burnt Arm - Burnt Island - Burnt Island Tickle - Burton's Pond - Canada Harbour - Cape La Hune - Castle Cove, près de Keels - Chimney Cove - Clattice Harbour - Colinet Islands - Coney Arm - Connaigre - Cape Island - Coppett - Corbin, Fortune Bay - Crawleys Island - Cul-de Sac West - Cul-de Sac East - Current Island - Daniel's Cove - Dantzig - Darby's Harbour - Davis Cove - Davis Inlet - Dead Islands - Deep Harbour - Deer Island (Baie de Bonavista) - Deer Island (Côte Sud) - Deer Lake Junction Brook - Delby's Cove - Dog Cove - Domino - Duricle - East Bay - East St. Modeste - Exploits - Femme - Fair Island - Fischells - Fisher's Cove - Flat Islands (Baie de Bonavista) - Flat Islands (Baie de Plaisance) - Flat Head - Flatrock (Baie de la Conception) - Fox Island Harbour - Gaff Topsails - Garia - George's Cove - Gin Cove - Goblin - Goose Arm - Gooseberry Cove (Baie de Plaisance) - Gooseberry Islands - Grand Bruit - Grand John - Great Bona - Great Brule - Great Jarvis - Great Jervis - Great Paradise - Green Island - Grey Islands - Grole | - Harbour Buffett - Harbour Island - Haystack - Hebron - Henley Harbour - Hodderville - Hooping Harbour - Indian Burying Place - Indian Harbour - Indian Islands - Iona - Ireland's Eye - Island Cove - Isle Valen - Ivanhoe - Jersey Harbour - Jigging Hole, near Dunfield - Jigging Cove - John's Pond - Julie's Harbour - Kerley's Harbour - Kingwell - La Manche - Lally Cove - Lancaster - Langue de Cerf - L'Anse-au-Diable - Lears Cove - Little Bay - Little Bay Islands - Little Bay West - Little Bona - Little Canada Harbour (Grande Péninsule du Nord) - Little Fogo Islands - Little Harbour, Placentia Bay - Little Harbour (Baie de Trinity) - Little Harbour Deep - Little Paradise - Little Port - Lobster Cove - Lobster Harbour - Lockesporte - Locks Cove - Lomond - Long Point - Lucyville - Mansfield Point - McDougall's Gulch - Merasheen - Mercer's Cove - Miller's Passage - Mooney's Cove - Muddy Hole - Newport - North West Arm - Nutak - Oderin - Okak - Osmond - Otterbury - Paddock's Bight - Parsons Harbour - Pass Island - Patrick's Harbour - Penguin Arm - Piccaire - Pinchard's Island - Placentia Junction - Point Crewe - Point Enragée - Popes Harbour - Port Anne - Port Nelson - Port Royal - Presque - Prowseton - Puddingbag Cove - Pumbly Cove - Pushthrough | - Quarry - Ramah - Random Head Harbour - Raymond's Point - Red Cove - Red Island - Red Rocks - Rencontre West - Richard's Harbour - Rider's Harbour - Rogue's Harbour - Rosedale - Round Harbour - Roundabout - Sailor's Island (Baie de Bonavista) - Sandy Cove, Fogo - Sandy Point - Safe Harbour - Samson Island - Sagona Island - Shambler's Cove - Siding At Georges Lake - Silver Fox Island - Smooth Cove - Snug Harbour (Labrador) - Sooley's Cove - Sop's Island - Sound Island - Southwest Croque - Spencers Cove - Spirity Cove - Spout Cove - Spread Eagle - St. Anne's - St. John Harbour - St. Jones Without - St. Joseph's - St. Josephs Cove - St. Kyran's - St. Leonard's - Stanley Cove - Stanleville - Stone Valley - Stone's Cove - Tack's Beach - Taylor's Bay - Tea Cove - The Droke - Thoroughfare - Three Arms - Tickle Beach - Tickles - Tim's Harbour - Toslow - Triangle - Trinny Cove - Turnip Cove - Venison Islands - Voys Beach - Wandsworth - Webber's - Wellman's Cove - West Point - Western Arm - Western Head - Western Cove - Williamsport - White Rock - Winter House Cove - Woodford's Cove - Woody Island - Wreck House - Wild Cove (Grande Péninsule du Nord) - Zoar |